# Georges Monneret
Pour les articles homonymes, voir Monneret.

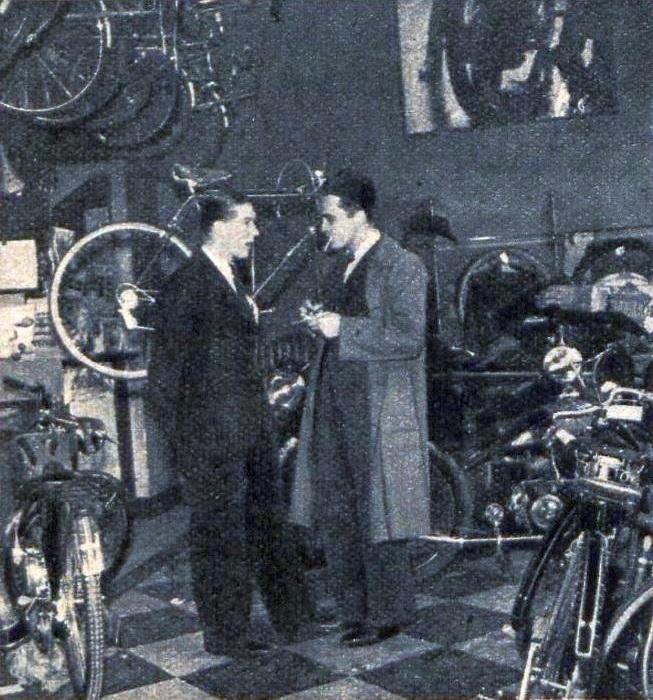
Georges Monneret dans son magasin, en 1938.

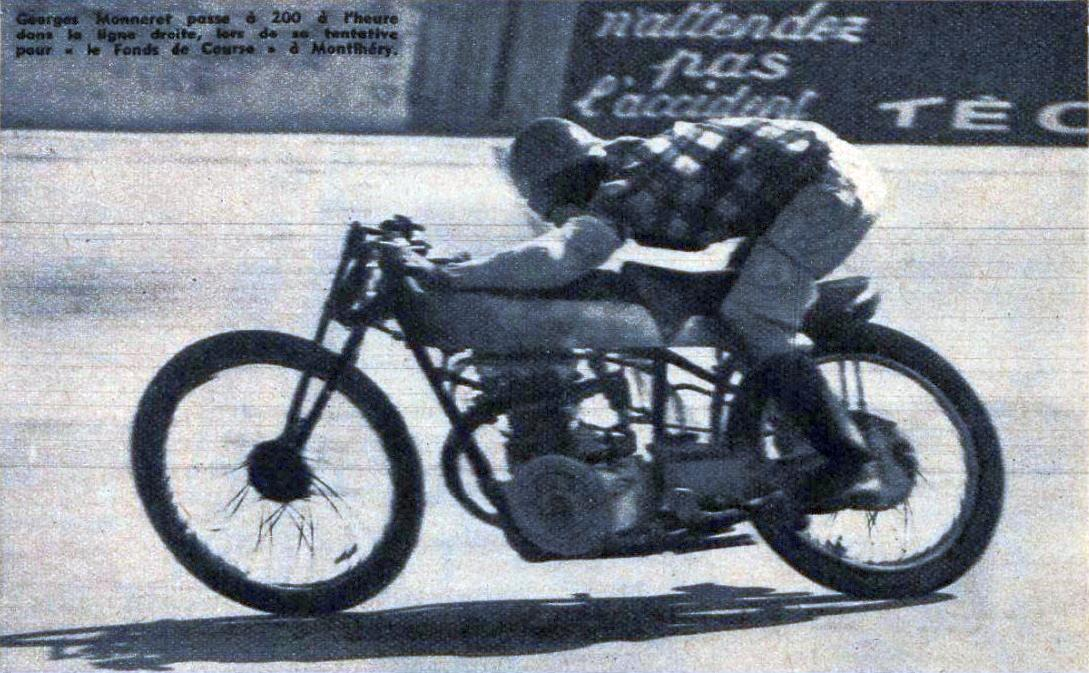
Georges Monneret lors du « Fonds de Course » 1938 à Montlhéry.

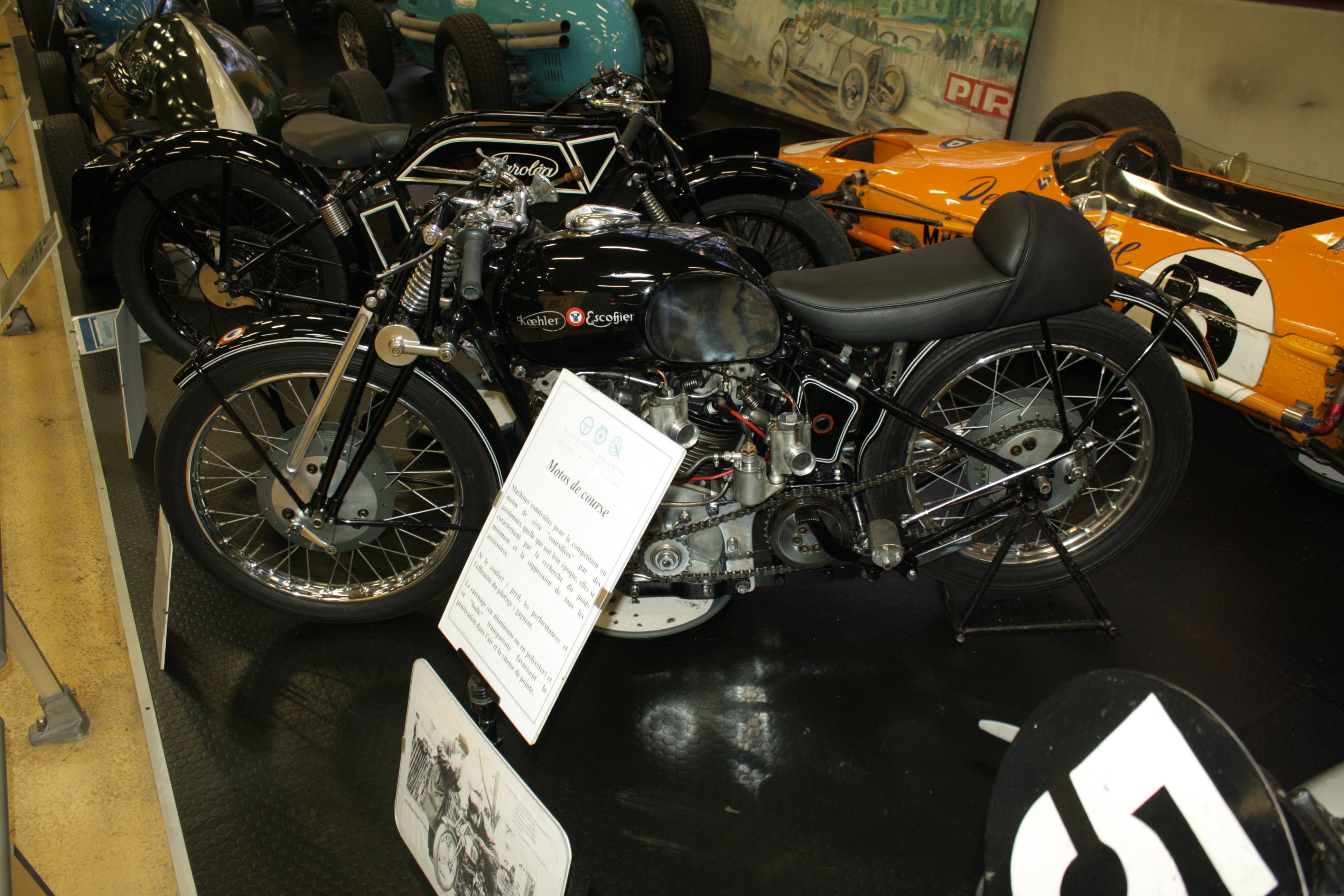
La Koehler Escoffier de Georges Monneret.

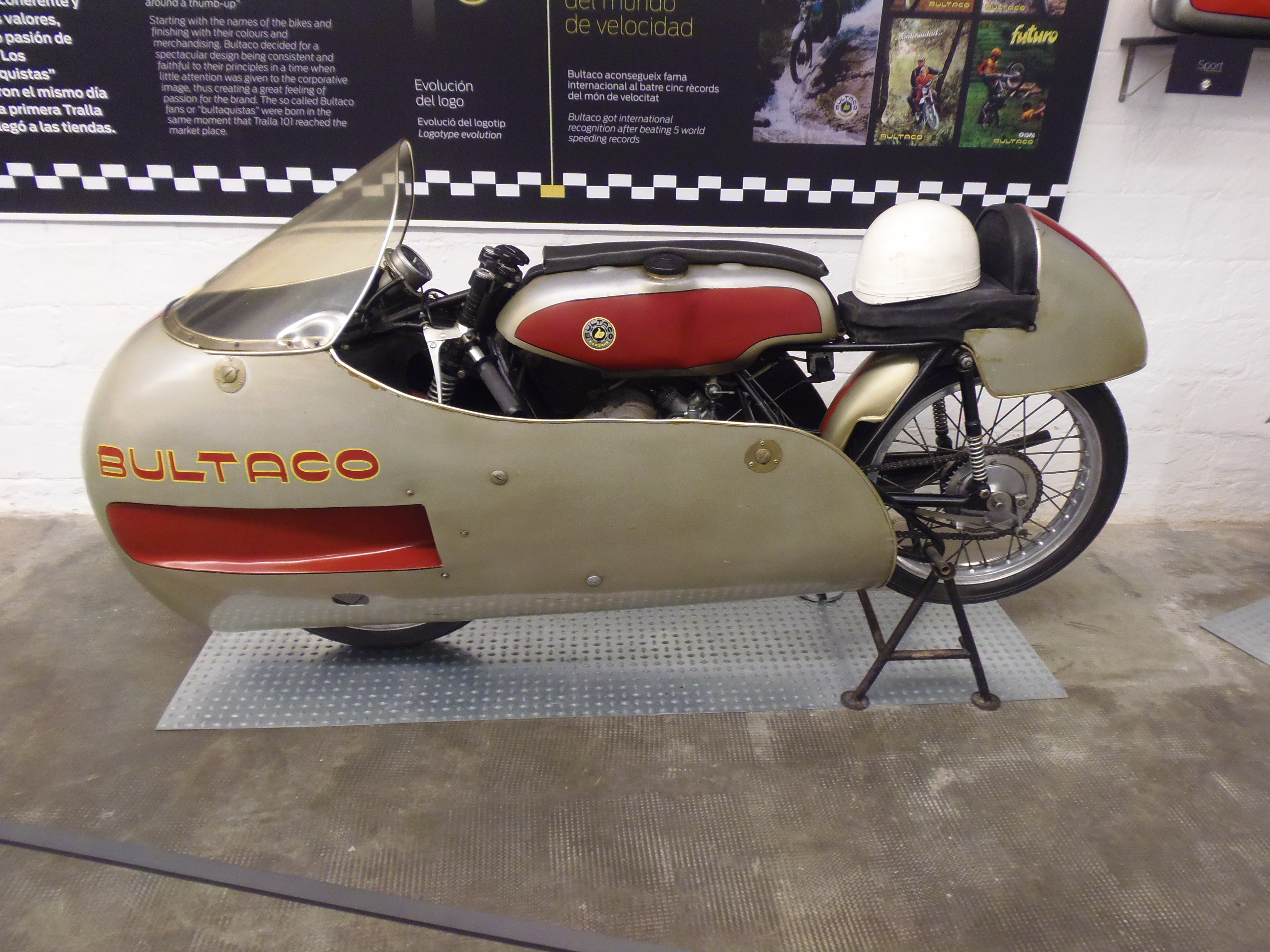
La Bultaco « Cazarecords » 175 cm3 de 1960, avec laquelle G. Monneret, Paco González, John Grace, Marcel Cama et Ricardo Quintanilla battent cinq records mondiaux à Montlhéry.

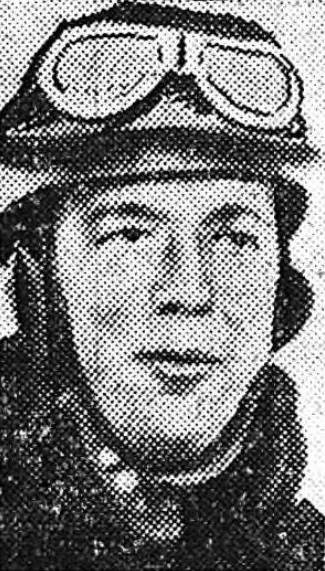
Georges Monneret en 1934.

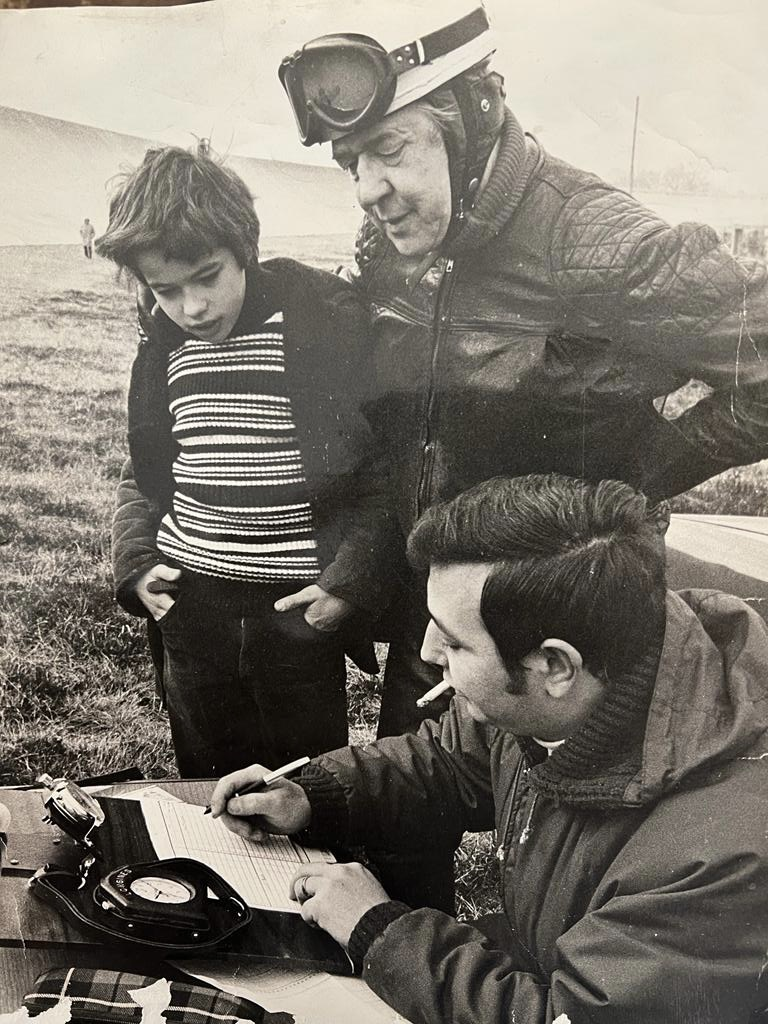
Georges Monneret et son fils Philippe à Montlhéry en 1970.

Georges Monneret, surnommé « Jojo la Moto », né le 4 octobre 1908 à Lille et mort le 5 avril 1983 à Saint-Cloud, est un pilote français de moto qui a remporté en carrière 499 victoires et 183 records du monde (dont près de 80 avant-guerre). Il a disputé 32 saisons de compétitions sur deux roues, étalées sur 38 années. Il possède avant-guerre un important magasin de motos et de cycles avenue Aristide-Briand à Montrouge.

## Aperçu biographique
Après avoir notamment gagné le circuit d'Orléans 1935 puis le Grand Prix moto de France 1936 en 250 cm3, il termine deuxième des 24 Heures de Spa 1938 avec Louis Gérard sur Delage D6-70 (vainqueurs de catégorie inférieure à 4 L) puis encore deuxième des 24 Heures du Mans 1939 avec Gérard sur Delage D6-3 L (raflant au passage la victoire de catégorie 3 L), et il participe douze ans plus tard aux 24 Heures du Mans 1951 pour Gordini. Au total, il dispute quatre fois l'épreuve mancelle (1938, 1939, 1951 et 1956). En 1954, il gagne la Coupe d'Automne catégorie 2 L à Montlhéry, sur Maserati A6GCS (après avoir terminé deuxième du circuit de Metz trois mois plus tôt en 2 L).
Il est notamment Champion de France en 350 cm3 en 1934 avec la Koehler Escoffier monocylindre ACT, ainsi qu'en 500 cm3 la saison suivante, en prélude à de nombreux titres nationaux (19 au total, dont 7 en 350 cm3).
En décembre 1932, il bat associé à Jean Roland les records du monde des 1500 miles, 2 500 kilomètres, et surtout des 24 heures, sur Monet-Goyon 350 cm3. Il détiendra par la suite celui du kilomètre lancé.
Vainqueur de la Course de côte de Château-Thierry en 1934, il gagne la même année le kilomètre arrêté mis sur pied par les mêmes organisateurs.
En 1935, il bat avec Barthélémy les records du monde de l'heure, des 100 kilomètres et des 100 miles avec une 350 cm3 Prester-Jonghi attelée à un sidecar Bernardet. En 1938, il bat encore ceux de l'heure et des 100 miles, avec une Prester-Jonghi 250 cm3. Après guerre, il ajoute à son palmarès ceux des 2, 3 et 4 heures sur AJS 500, certifiée pour les catégories 500, 750 et 1 000 cm3.
En 1938, il gagne le « Fonds de Course », et au passage les 150 000 francs promis par le gouvernement, sur une machine entièrement française (Prester-Jonghy) pour boucler vingt tours sur l'anneau de Montlhéry.
En 1950, il gagne les Coupes du Salon en 350 et 500 cm3 sur AJS, et il obtient le titre en 350 cm3. En 1951, il remporte la côte Lapize sur Koehler Escoffier, puis il boucle un « Tour du monde » de 40 000 kilomètres sur Puch 125 cm3 TS avec ses deux fils sur l'anneau de Monhtléry.
Une partie de ses exploits est relatée dans son livre Vive la moto, édité chez Calmann-Lévy. Seuls lui auront échappé sur le plan national le Bol d'or et le Grand Prix de France 350 cm3 (2e en 1933). Il lui arriva de disputer des courses en monoplaces, comme sur Delage en 1939 au Prix de l'Amicale Motocyclistes de France, et des courses de hors-bords lors des Coupes de Paris (après une première victoire lors du Sprekels Trophée de 1936).
Il fonde sa propre marque de motocycles, « Mondial-Monneret », en 1965.
À côté de ses victoires lors de compétitions officielles, et alors que sa popularité permet de mobiliser l'attention sur la pratique de la moto, alors en déclin (la « traversée du désert » qui durera jusqu'à l'arrivée en France des motos japonaises propres et fiables au début des années 1970) Georges Monneret se lance dans une série de records et de raids, parfois farfelus, mais toujours médiatisés, avec un particulier un Paris-Londres sans descendre de son scooter Vespa.
Il effectue la traversée de la Manche (Calais-Douvres) en 1952 en installant sa Vespa sur un pédalo-catamaran dont l'hélice est entraînée par un rouleau sur lequel frotte la roue arrière. La turbine à air forcé continue d'assurer le refroidissement du moteur malgré la faible vitesse de l'embarcation.
Escorté par un chalutier boulonnais, il parvient à bon port à la seconde tentative, malgré une météo peu clémente, et aura les honneurs de la BBC dans l'émission Men on the Move.
Il est le créateur d'une école d'apprentissage-pilotage des cyclomoteurs pour les adolescents sur l'Île de Puteaux.
Georges Monneret était le père de Philippe Monneret (vainqueur des 24 Heures du Mans moto en 1991 avec ses coéquipiers Bruno Bonhuil et Rachel Nicotte) et des jumeaux, Jean Monneret (victime en 1951 d'un grave accident lors des 40 000 kilomètres du « Tour du monde ») et Pierre Monneret (1er Français vainqueur dans la catégorie reine des 500 cm3 au Grand Prix de France à Reims en 1954 sur Gilera).

## Titres en championnat de France
Source.
- 250 cm3 : 1932 et 1934.
- 350 cm3 : 1932, 1933, 1934, 1937, 1949, 1950 et 1952.
- 500 cm3 : 1935 et 1950.
- Champion de France des Conducteurs motocyclistes : 1950 en 350 cm3.
- Champion de France Inter : 1953 et 1963 en 350 cm3.
- Champion de France National : 1959 en 500 cm3.

## Victoires notables
Source.

(Note : 1928 : déjà troisième du Circuit des Routes Pavées en 350 cm3, puis en 1929 deuxième du 13e GP de France UMF en 500 cm3 sur AJS.)
- 1930 : Circuit de Reims-Gueux en 350 cm3 et Circuit du Camp du Drap d'Or à Calais en 500 cm3 (sous le sobriquet de « Lemoine »).
- 1932 : Circuit de Péronne en 350 cm3, circuit de Nancy-Seichamps en 350 cm3, circuit de Dieppe en 350 cm3, Circuit du Camp du Drap d'Or en 500 cm3 et circuit de Warcq-Belval à Charleville en 500 cm3.
- 1933 : Circuit du Camp du Drap d'Or en 500 cm3 (et deuxième du Grands Prix de France du MCF 350 cm3).
- 1935 : Circuit d'Orléans en 500 cm3 (et deuxième du Grands Prix de France du MCF 250 cm3).
- 1936 : 16e Grand Prix de l'UMF 250 cm3 et 20e Grands Prix de France du MCF 250 cm3.
- 1937 : Grand Prix de Lyon sur le Circuit du Boulevard de Ceinture en 350 et 500 cm3.
- 1938 : Circuit de Bourges en 250 cm3.

(Note : deuxième des premières Coupes de Paris 1945, en 350 et 500 cm3).
- 1947 : Grand Prix de Nîmes au circuit de Nîmes-Courbessac en 350 cm3.
- 1950 : Circuit de Bergerac en 350 et 500 cm3, Circuit Motocycliste du Lac d'Aix-les-Bains en 350 cm3, Circuit des Remparts d'Angoulême 350 cm3, Grand Prix de Lyon en 350 cm3, le circuit de Vesoul en 350 cm3 et le circuit d'Avignon en 500 cm3.
- 1951 : Grand Prix de Vitesse Motocycliste des Sables d'Olonne en 500 cm3, le Circuit motocycliste de Cadours en 350 cm3 et les Coupes du Salon de Paris en 500 cm3.
- 1952 : Circuit de Perpignan en 350 cm3 et les Coupes du Salon de Paris en 500 cm3.
- 1953 : Circuit de Bordeaux en 350 cm3, Circuit de vitesse motocycliste du Dauphiné à Grenoble en 250 cm3, Grand Prix de l'Albigeois en 350 et 500 cm3 et les Coupes du Salon de Paris en 350 cm3 et en 500 cm3.
- 1956 : Coupes du Salon de Paris en 500 cm3.
- 1962 : Coupes du Salon de Paris en 350 cm3.
- 1963 : Coupes Eugène Mauve, Trophée BP, Coupes d'Argent, Critérium de Vitesse du MCF, et Coupes du Salon de Paris, le tout à Linas-Montlhéry en 350 cm3.
- 1964 : Trophée BP et Coupes du Salon de Paris à Linas-Montlhéry en 350 cm3.
- 1965 : Trophées du MCF (ancien Trophée BP) et Coupes du Salon à Linas-Montlhéry en 350 cm3.

(Note : dernière apparition en course à 58 ans, en 1966 aux Coupes Eugène Mauve à Linas-Montlhéry, 2e en 350 cm3).